# Das Opfer der Ellen Larsen
Das Opfer der Ellen Larsen é um filme alemão dirigido por  Paul L. Stein em 1921.